# 天主教青岛教区
青岛教区（拉丁語：Dioecesis Zimtaovensis）是罗马天主教在中华人民共和国山东省青岛市设立的一个教区，也是现时山东省境域内的9个天主教教区之一。

## 历史
1897年德国占领青岛后，天主教圣言会修士白明德在青岛建立传教机构。1925年2月11日，从兖州府代牧区分设青島监牧区。1928年6月14日升格为青島代牧区。1946年4月11日升格为青岛教区。

## 历任主教

### 宗座监牧
- 维昌禄（Bishop Georg Weig, S.V.D.），德国籍，领衔主教，任期1925–1928年

### 宗座代牧
- 维昌禄，任期1928-1941年，任内逝世
- 田耕莘，圣名多默（Bishop Thomas Tien Ken-sin, S.V.D.），领衔主教，任期1942–1946年[註 1]

### 正权主教
- 丁玉守（Bishop Faustino M. Tissot, S.X.（英语：Xaverian Brothers）），意大利籍，任期1946-1947年
- 吴伯禄（Bishop Augustin Olbert, S.V.D.），德国籍，任期1948–1964年（1951年被驱逐）
- 韩锡让，圣名保禄（Bishop Paul Han Xirang, O.F.M.），自选自圣，任期1988-1992年，任内逝世
- 李明述，圣名若瑟，获教宗认可，任期自2000年至2018年6月15日
- 陈天浩，圣名多默，获教宗认可，任期自2020年11月23日开始。[2][3][4][5][6][7][8][9]

## 教堂

### 正在使用的教堂
- 圣弥额尔主教座堂（青岛市市南区浙江路15号，建于1932-1934年）
- 四方天主教堂（青岛市市北区遵化路8号）
- 沧口天主教堂（青岛市李沧区永康路4-6号）
- 黄岛天主教活动点（青岛市黄岛区江山南路214-3号）
- 城阳天主教活动点（青岛市城阳区红岛街道红岛嘉苑小区）
- 即墨天主教堂（青岛市即墨区潮海街道张烟村）
- 胶州天主教堂（胶州市温州路71号）
- 马家疃天主教堂（平度市门村镇东马家疃村，建于1900年）
- 陈家屯天主教堂（平度市明村镇陈家屯村，建于1933年）
- 李家埠子天主教堂（平度市白埠镇李家埠子村）
- 东连格庄天主教堂（平度市祝沟镇东连戈庄村）

### 未恢复用途的教堂
- 圣言会青岛传教站附属小堂（青岛市市南区曲阜路1号，建于1900年）
- 高密小修院（高密市醴泉街道文昌街569号高密一中院内）
- 双羊镇天主教堂（高密市双羊镇）
- 诸城天主教堂（诸城市兴华路，约始建于1908年）

### 已不存在的教堂
- 圣言会临时天主教堂[註 2]（青岛天后宫紧后侧，建于1898年，约1902年拆除）
- 圣心修道院附属小堂（青岛市市南区浙江路28号，约建于1905年，约1960年代拆除[註 3]）
- 济阳路天主教堂（青岛市市北区济阳路12号，建于1938年，1960年被房管局接管，后被拆除）
- 绥远路天主教堂（青岛市市北区绥远路[註 4]31号，建于1945年）
- 台东镇天主教堂（青岛市市北区台东一路32号[註 5]，约建于1930年，约1960年代后拆除）
- 台西镇天主教堂（青岛市市南区贵州路21号，建于1939年，1980年代初拆除）
- 南仲家洼天主教堂（青岛市市南区原南仲家洼，建于1947年）
- 西吴家村天主教堂（青岛市市南区原西吴家村，建于1948年）